# Plugstreets
De Plugstreets zijn onverharde stroken rond het dorp Ploegsteert. In de Eerste Wereldoorlog vonden de Britten het lastig de naam van dit dorp goed uit te spreken en zij spraken van Plugstreet. 
Er zijn 3 Plugstreets, te weten Hill 63, de Christmace Truce en The Catacombs.

## Hill 63
Hill 63 heeft een lengte van 2.100 m en is vernoemd naar een strategisch uitkijkpunt op 63 meter hoogte dat uitkeek over de omgeving rond Mesen ten tijde van de Eerste Wereldoorlog.

## Christmas Truce
Christmas Truce heeft een lengte van 1.350 m en is vernoemd naar het kerstbestand in 1914 waarbij er gevoetbald werd tussen de Duitsers en Britten. Er staat ook een monument.

## The Catacombs
The Catacombs heeft een lengte van 600 m en is vernoemd naar onderaardse gangen gegraven tijdens de Eerste Wereldoorlog door soldaten uit Nieuw-Zeeland en Australië, toen in handen van de Britten. De gangen liepen door tot onder Hill 63. Hier konden de troepen zich verschuilen, maar de gangen werden ook gegraven als verdediging en voor aanvallen op de Duitse stellingen.

## Wielrennen
Sinds 2017 worden de Plugstreets opgenomen in de wielerklassieker Gent-Wevelgem. Deels om te zorgen voor meer selectie in de aanloop naar de 2e beklimming van de Kemmelberg. Deels om het karakter van de koers In Flanders Fields en de herdenking van de verschrikkingen van de Eerste Wereldoorlog.
De Plugstreets zitten ook in de rode lus van de Gent-Wevelgemroute.